# ランドン・パウエル
ランドン・リード・パウエル（Landon Reed Powell, 1982年3月19日 - ）は、アメリカ合衆国ノースカロライナ州ウェイク郡ローリー出身の元プロ野球選手（捕手）。右投両打。

## 経歴
2003年のMLBドラフト25巡目（全体733位）でシカゴ・カブスから指名されたが、この時は契約しなかった。
2004年のMLBドラフト1巡目（全体24位）でオークランド・アスレチックスから指名され、プロ入り。2009年4月11日にメジャーデビュー。2010年5月9日にはこの日のタンパベイ・レイズ戦で先発のダラス・ブレイデンをリードし、完全試合達成へ導いた。翌2011年がメジャーでの最後のシーズンとなった。
その後はヒューストン・アストロズ傘下とニューヨーク・メッツ傘下を渡り歩き、2013年に引退した。
引退後は北グリーンビル大学野球部の監督となった。

## 詳細情報

### 背番号
- 35（2009年 - 2010年）
- 11（2011年）